# Barbara Beyer
Barbara Beyer (* 10. Oktober 1956 in Königstein im Taunus) ist eine deutsche Opernregisseurin und Hochschullehrerin.

## Leben
Beyer studierte Musikwissenschaft, Psychologie und Germanistik in Frankfurt und Berlin. Sie wurde 1986 an der TU Berlin mit einer Arbeit zu Verdis Don Carlos im Rahmen eines Forschungsprojektes bei Carl Dahlhaus zum Dr. phil. promoviert.
Von 1991 bis 1996 war sie Dramaturgin am Staatstheater Darmstadt und Gastdramaturgin am Nationaltheater Mannheim und der Freien Volksbühne Berlin.
Ab Anfang der 1990er Jahre trat sie als freischaffende Regisseurin mit Inszenierungen hervor am Stralsunder Theater und in Bielefeld. Seit 1996 zeigte sie ihre provokanten Regien an deutschsprachigen Opernhäusern, wie Nürnberg, Bonn, Braunschweig, Aachen, Hannover, sowie Basel und Innsbruck.
Zu ihren Arbeiten gehören in Basel Verdis Un ballo in maschera, Bernd Alois Zimmermanns Die Soldaten, in Nürnberg John Adams’ The Death of Klinghoffer, Wolfgang Amadeus Mozarts  Die Entführung aus dem Serail, Ludwig van Beethoven Fidelio, Luigi Dallapiccolas Der Gefangene, in Hannover Alban Bergs Lulu, Leoš Janáčeks Jenůfa, Othmar Schoecks Penthesilea und in Bonn Bedřich Smetanas Die verkaufte Braut, Steffen Schleiermachers Kokain und Henri Pousseurs Votre Faust. Wozzeck, Müller Siemens Die Menschen in Aachen, Giuseppe Verdis Don Carlos am Theater Freiburg.
Daneben ist ihre wissenschaftliche Arbeit, die künstlerische Prozesse reflektiert, in zahlreichen schriftlichen Beiträgen in Büchern, Zeitungen und Zeitschriften dokumentiert. Ihr Buch „Warum Oper?“ von 2005 wird international wahrgenommen und erschien in Auszügen in der amerikanischen Zeitschrift „Opera Quartley“. Im September 2014 kam als Ergebnis einer zweijährigen Forschungsarbeit das Buch „Die Zukunft der Oper“ im Verlag „Theater der Zeit“ heraus. In der Wochenzeitung DIE ZEIT erschienene Artikel „Zurück zum Gesang“ und „Freiheit für die Stimme“.
Von 2004 bis 2008 war Barbara Beyer in Berlin als Dozentin an der Universität der Künste im Bereich Bühnenbild und an der Musikhochschule „Hanns Eisler“ im Fachbereich Musiktheaterregie tätig. 2009 erhielt sie die Professur für „Musikdramatische Darstellung (szenische Interpretation)“ an der Kunstuniversität Graz. 2015 wurde sie als Leiterin der Opernklasse an die Musikhochschule Carl Maria von Weber in Dresden berufen.